# 蒙哥馬利 (西維吉尼亞州)
38°10′48″N 81°19′36″W / 38.18000°N 81.32667°W
蒙哥馬利（英語：Montgomery）美国西維吉尼亞州費耶特縣的一個城市，小部份位於卡諾瓦縣，位於卡諾瓦河畔。面積4.9平方公里。根據美國2000年人口普查，人口1,942人。
建於1891年4月1日。西維吉尼亞州大學理工學院位於這裡。